# Кир (патриарх Александрийский)
Патриарх Кир (греч. Πατριάρχης Κύρος; в арабской традиции известен как аль-Мукаукис, араб. المقوقس‎) — церковный и государственный деятель Византии, патриарх Александрийский (630—642), монофелит, последний (или предпоследний, если считать Феодора) византийский префект Египта.

## Биография
С 620 года был епископом Фасиса в Лазике, когда византийский император Ираклий, в ходе своей персидской кампании 626 года, советовался с ним о плане для привлечения монофизитов Египта обратно в Церковь и поддержке империи. Первоначально несочувственно отозвался о будущей унии, на основе доктрины моноэнергизма, предложенной Константинопольским патриархом Сергием. Кир ссылался на Халкидонское определение, которое даёт предпосылки для учения о двух энергиях. Император советовал ему по поводу этих вопросов списаться с Сергием. После колебаний принял доктрину Сергия.
Византийский император Ираклий предпринял последнюю попытку восстановить единство Церкви в византийском Египте путём примирения православных и монофизитов, назначив в 631 году патриархом Александрийским Кира, которому он даровал не только духовную, но отчасти и светскую власть. Его главной задачей было распространение монофелитства, ставшего в то время официальным вероисповеданием Византии.
В 633 году ему удалось заключить унию с местными многочисленными монофизитами на основе 9-ти пунктов, κεφαλαια. 3 июня 633 года было официально провозглашено учение о едином «богомужнем действии» Христа во всей Александрийской Церкви.
К 639 году монофелитство в Египте внешне восторжествовало, но жесткие меры властей вызывали всеобщее недовольство, что во многом предопределило успешное завоевание Египта арабами. Православной реакцией на распространение моноэнергизма в Александрии была деятельность учёного монаха Софрония. На стороне Софрония был Максим Исповедник.
Когда генерал халифа Умара — Амр ибн аль-Ас, известный римлянам как Амру, угрожал префектуре Египта, Кир был назначен префектом и ему поручили ведение войны. Некоторые унизительные положения, на которые он подписался на благо мира, вызвали такое возмущение в империи, что он был отозван и обвинён в сговоре с халифатом. Утверждали, что он постоянно настаивал на капитуляции и саботировал оборону Египта византийскими войсками. Однако он вскоре был восстановлен во своей должности в связи с предстоящей осаде Александрии, но не мог предотвратить падение великого города в 641 году. 
Вскоре после этого (около 642 года) он умер, терзаемый чувством вины за потерю Египта и неосуществлёнными, амбициями неспособный примириться с коптами и прекратить их преследование. Иоанн Никиусский дважды упоминает его смерть: сперва — что он просто умер от естественных причин, а затем — что «из-за чрезмерного горя» подхватил дизентерию и умер от неё в Великий четверг, 21 марта 642 года. Позднейшая легенда, рассказанная Севером ибн аль-Мукаффой, утверждает, что он покончил с собой, лизнув отравленный перстень-печатку. 
14 июля его сменил на посту патриарха Пётр IV. Заменивший Кира на посту префекта Феодор организовал вывод византийских войск из Александрии, после чего покинул Египет и отплыл на Кипр с последними римскими войсками; 11 месяцев перемирия закончились 29 сентября, и Амр во главе своей арабской армии вошёл в египетскую столицу, тем самым ознаменовав конец римско-византийского Египта. 
На Западе монофелитство и моноэнергизм были осуждены, и Латеранский собор 649 года отлучил Сергия, его преемника Пирра и Кира. Данное решение подтвердил Третий Константинопольский собор в 680 году.